# قائمة حلقات بيني دريدفول
مذكرات البنس المرعب (بالإنجليزية: Penny Dreadful)‏ وهو مسلسل رعب وإثارة نفسية أمريكي بريطاني من إنتاج شبكة شوتايم بالتعاون مع SKY وهو من تأليف جون لوغان، تدور أحداثه في القرن التاسع عشر في لندن، حيث ترتكب مجموعة من الجرائم الشنيعة بشكل أسبوعي، ولكن هذه الجرائم تختلف عن غيرها من حيث حدوثها بطريقة غريبة خارجه عن الطبيعة. عُرض المسلسل لأول مرة في 11 مايو 2014. وقد تسربت الحلقة الأولى والثانية على الإنترنت قبل عرضها رسمياً على القناة.
يُشير عنوان المسلسل إلى منشورات خيالية نُشرت في لندن في القرن التاسع عشر، كل اسبوع كان سكان لندن يهرعون إلى محلات بيع الجرائد والمجلات لشراء المنشورة الجديدة، والأمر كان مختلفاً لأنّ المحتوى كان خيالياً وعن أشياء خارجة عن الطبيعة وعن جرائم لم تسمع بها أو تتخيلها من قبل وهي في الواقع المحتوى نوعاً ما أصبح مصدر الهام لكتاب معينين فكتبوا شخصيات تعتبر الأشهر حالياً فمثلاً كاتب شخصية دراكولا كتبها مُستعيناً بقصة ”فارني، مصاص الدماء“ التي كانت قد نُشرت مرة من Penny Dreadful.

## نظرة عامة
| الموسم | الموسم | عدد الحلقات | تاريخ البث الأصلي  | تاريخ البث الأصلي  | تاريخ إصدار الموسم على أقراص DVD وBlu-ray | تاريخ إصدار الموسم على أقراص DVD وBlu-ray | تاريخ إصدار الموسم على أقراص DVD وBlu-ray |
| الموسم | الموسم | عدد الحلقات | تاريخ بداية الموسم | تاريخ نهاية الموسم | المنطقة 1                                 | المنطقة 2                                 | المنطقة 4                                 |
| ------ | ------ | ----------- | ------------------ | ------------------ | ----------------------------------------- | ----------------------------------------- | ----------------------------------------- |
|        | 1      | 8           | 11 مايو 2014       | 29 يونيو 2014      | 7 أكتوبر 2014                             | 13 أكتوبر 2014                            | TBA                                       |
|        | 2      | 10          | 3 مايو 2015        | 5 يوليو 2015       | TBA                                       | TBA                                       | TBA                                       |

## ملخص الحلقات

### الموسم الأول (2014)
| رقم الحلقة | عنوان الحلقة                  | إخراج        | من تأليف  | تاريخ الصدور الرسمي | تقديرات المشاهدة (بالمليون) |
| --- | ----------------------------- | ------------ | --------- | ------------------- | --------------------------- |
| 1 | «عملٌ ليليّ»                    | ج. أ. بايونا | جون لوغان | 11 مايو 2014        | 0.87                        |
| تُفتتح الحلقة الأولى في العهد الفيكتوري في إنجلترا عام 1891 ويبدأ المشهد باختطاف امرأة قامت من نومها وفزعت ابنتها الصغيرة لذلك، لاحقاً مع تقدم الحلقة وُجدت المرأة مقتولة ومقّطعة الأوصال هي وابنتها. في هذه الأثناء تقوم (فانيسا آيفز) بدعوة رجل لعمل ليليّ حيث إن ذاك الرجل بارع في إصابة الأهداف وخبير في استخدام الأسلحة، تأخذه المرأة إلى السير (مالكوم موراي) وينزل الثلاثة إلى عش مصاصي الدماء بحثاً عن ابنة (مالكوم) حيث أن مصاصي الدماء قاموا باختطافها، إلا أنهم لم يجدوا ابنته مينا، فيأخذون معهم جثة مصاص دماء قاموا بقتله. ثم يذهبون بالجثة إلى الطبيب (فيكتور فرانكنشتاين) وهو طبيب تشريح فيكتشف بأنه قد كُتب على جلد الجثة كتابة قديمة بحروف هيروغليفية مصرية. ثم يكتشفون بأن تلك الكتابات مقتبسة من كتاب الموت المصري. وفي نهاية الحلقة تُخيّر (فانسيا) الرجل أن يُكمل مغامرته معهما ولكنه لا يقبل، إلا أنه يميل للعودة لاحقاً. أما في مختبر دكتور (فرانكنشتاين) فإنه يُعيد الحياة إلى جثة هامدة. |                               |              |           |                     |                             |
| 2 | «استحضار الأرواح»             | ج. أ. بايونا | جون لوغان | 18 مايو 2014        | 0.72                        |
| كحال بداية الحلقة الأولى، فإن هذه الحلقة تُفتتح أيضاً بمقتل امرأة مجهولة في ظلام الليل الدامس. أولى الشخصيات الرئيسية التي تظهر في الحلقة هو ذلك الرجل الأمريكي (إيثان تشانلدر) الذي يتعرف على امرأة في النُزل الذي يُقيم فيه تُدعى (برونا كروفت)، وفي وقت لاحق يدعوها إلى العشاء وأثناء ذهابهم يلتقي بالدكتور (فرانكنشتاين) مُصادفةً بصحبة المسخ الذي صنعه. وفي سياق منفصل يقوم الدكتور (فرانكنشتاين) باختيار اسم للجثة الحية وفي وقت لاحق يخرج معه للتجوال خارج المنزل ورؤية العالم الخارجي وهناك يلتقيان بـ(إيثان تشانلدر) و(برونا كروفت)، وعندما يعودان إلى المختبر يخبر الجثة الحية الدكتور (فرانكنشتاين) بأنه سيحصل على الأصدقاء الكثير منهم وما إن يكمل جملته حتى يتمزق بطنه ويسقط أرضاً ويظهر رجلٌ يُخبر (فرانكنشتاين) بأن ابنك البكر قد عاد يا أبي!. أما عن السيد (مالكوم) ففي بداية الحلقة يذهب إلى المحقق في جرائم القتل الأسبوعية التي تحصل، يعتقد المحقق أن القاتل هو (جاك السفاح) ولكن السيد (مالكوم) يقترح عليه أن يُفكر خارج الصندوق فالمجرم ليس بشراً بل وحش، ثم يذهب كل من (مالكوم) و(فانيسا) إلى حفل السيد (فرديناند لايلز) –وهو الذي يقوم بترجمة الكتابات الهيروغليفية للسيد (مالكوم)- وهناك في الحفلة يقوم بعض الأشخاص باستحضار للأرواح حيث تتلبس الشياطين (فانيسا) وتثرثر بكلام أن (مالكوم) ترك ابنه ليموت. في اليوم التالي يذهب (مالكوم) ليُترجم الكتابات الهيروغليفية فيخبره (فرديناند لايلز) بأنه من الأفضل له عدم الاستمرار في معرفة ماهي، حيث يستنتج بأنه إذا توحد (آمونت) و(أمون رع) فإن كل النور سينتهي ويعيش العالم في ظلام أبدي وسيخرج بعدها الأشرار الخفيون ليحكموا، ثم يخبره بأن هذه تعويذة تتنبأ بنهاية الجنس البشري وقدوم الوحوش. تظهر في الحلقة أيضاً واحدة من الشخصيات الرئيسية وهو (دوريان غراي) والذي يتعرف على (فانيسا) في الحفلة ويجلس بجانبها أثناء جلسة استحضار الأرواح. |                               |              |           |                     |                             |
| 3 | «الإنبعاث»                    | ديربلا والش  | جون لوغان | 25 مايو 2014        | 0.73                        |
| يستمع (الدكتور فرانكنشتاين) إلى قصة المسخ الأول الذي صنعه، حيث وبمجرد تَحرّك الجثة قام (فرانكنشتاين) بطرده، وبقي مُشرداً ليس له مأوى إلى أن عثر عليه ممثل في مسرح (جراند جينيول) ويضمه إلى الفرقة بسبب شكله الذي يتناسب مع عروض المسرح، يطلب ذاك الجثة المتحركة من (فرانكنشتاين) أن يخلق له امرأة خالدة لتكون له رفيقةً مدى العمر ويهدده بالموت إن لم يفعل؛ إلا أن (فرانكنشتاين) أبدى رداً سلبياً اتجاه هذا وقال له إن كنت تريد تهديدي فهددني بهذه الحياة البائسة لا بالموت. وفي ذات الوقت ينضم (تشانلدر) إلى (السير مالكوم) و(فانيسا) في مهمة جديدة. حيث يذهبون إلى حديقة الحيوان ويجدون هناك رجلاً يقوم بأكل لحم الحيوانات نيئة، فيأخذوه ويقيدوه ويرمونه في زنزانة ويسألونه عن سيده ولكن لا يجيبهم فيبدأ (السير مالكون) بضربه حتى يقوم (تشانلدر) بإيقافه. ثم يخبر (مالكوم) بأنه لا مكان للرحمة والشفقة في هذه المجموعة، فمن يريد أن يغادر فليغادرنا وينسى كل ما حصل فلم يغادر أحد. |                               |              |           |                     |                             |
| 4 | «العالم الخفي»                | ديربلا والش  | جون لوغان | 1 يونيو 2014        | 0.73                        |
| يجتمع كل من (فانيسا) و(تشانلدر) و(دوريان) و(برونا) في مسرحية في مسرح (جراند جينيول) مصادفةً ويتعرف كل منهم على الآخر، وهناك يظهر أيضاً (كاليبان) حيث يعمل خلف الكواليس. يتبادل كل من (فانيسا) و(دوريان) نظرات يبدو أنها ستتحول لنظرات حب في المستقبل. من جهة أخرى يواجه (فرانكنشتاين) والسير (مالكوم) مصاص دماء حيث يقدم للمنزل باحثاً عن (فانيسا) وبعد رحيله يموت ذلك المخلوق آكل اللحوم النيئة. وفي تلك الأثناء يفترق (تشانلدر) عن (برونا) ويذهب مع (دوريان) إلى منزله ويقعا في الخطيئة مع بعضهما. |                               |              |           |                     |                             |
| 5 | «أقرب من الأخت»               | كوكي غيدرويك | جون لوغان | 8 يونيو 2014        | 0.79                        |
| هذه الحلقة مهمة جداً حيث تغوص في ذكريات (فانيسا) لتبين للمشاهدين كيف وصلت إلى هذه الحال. فقد كانت (مينا) أفضل صديقة لـ(فانيسا) أكلا معاً وشربا معاً وضحكا ولعبا معاً وقد كان الباب بين بيتهما لا يُقفل. إلى أن جاء ذاك اليوم الذي كَبِرا فيه وأصبحا بالغين كفاية لتستقل كل واحدةٍ بحياتها؛ فتعرفت (مينا) على رجل وقعت في حبه ولكن قبل الزواج بليلة واحدة خانها مع صديقة عمرها (فانيسا). ومن هنا بدأت المشاكل حيث لم يعد شيء كسابق عهده. فأصاب (فانيسا) نوبة صرع فقام أبويها بأخذها لطبيب ولكن لم يعرف كيف يُداويها فعادوا إلى المنزل. وفي ليلة من الليالي قام الشيطان الذي بداخلها بالتشبه بالسير (مالكوم) وقام بمعاشرتها؛ وأثناء ذلك دخلت أمها لغرفتها فرأت المشهد فماتت من فورها. ولاحقاً وأثناء سير (فانيسا) على الشاطئ تلتقي بـ(مينا) التي تطلب مساعدها وتحريرها من سيد مصاصي الدماء ثم اختفت، فذهب (فانيسا) مباشرةً إلى السير (مالكوم) لتنبئه بما شاهدت وأنه يتحتم عليهم إنقاذها. وهكذا تصل لحالها الذي بدأ فيه المسلسل. |                               |              |           |                     |                             |
| 6 | «ما يمكن للموت أن يضمهم سوياً» | كوكي غيدرويك | جون لوغان | 15 يونيو 2014       | 0.68                        |
| يذهب كل من (مالكوم) و(إيثان) و(سيمبني) إلى سفينة مهجورة حيث يعلم (مالكوم) أن هناك عش مصاصي دماء فيذهبون للبحث عن (مينا)، ولكنهم كما المتوقع لا يجدونها بل يجدون عدة مصاصي دماء ويقومون بمهاجمتهم وقتلهم وقبل خروجهم يجدون (مينا) ماسكاً بها مصاص دماء وتصرخ لأبيها أن أنقذني. من جهة أخرى تقوم (فانيسا) بعلاقة حميمية مع (غراي) وأثناء ذلك تحمل سكين بيدها وتقطع جلد (غراي) وتشرب دمه، وعند انتهائهم من فعلهم يذهب (غراي) ويقف أمام مرآة ويُرمم نفسه بنفسه وكأنه ليس هناك أي خدوش. أما عن (برونا) فإن حالتها تزداد سوءاً حيث أنها مصابة بالسل. أما عن (فرانكنشتاين) فإنه يلتقي بالدكتور (فان هيلسنغ) الذي يخبره معلومات عن مصاصي الدماء، وفي نهاية اللقاء يُقتل د.(فان) من قِبل (كاليبان) الذي سيستمر بقتل الأشخاص المقربين من صانعه حتى ينفذ (فرانكنشتاين) ما يريده. |                               |              |           |                     |                             |
| 7 | «الاستحواذ»                   | جيمس هاويس   | جون لوغان | 22 يونيو 2014       | 0.80                        |
| تأتي (فانيسا) نوبة ويستحوذ عليها الشيطان، يحاول (مالكوم) و(تشانلدر) و(فرانكنشتاين) إنقاذها ولكن حالتها تزداد سوءاً مع مرور الوقت. وبعد محاولات عدة يسمح (مالكوم) بدخول قسيس كاثوليكي لإخراج الشيطان من (فانيسا) ولكن يقوم الشيطان بمهاجمته وقتله، فيقوم (إيثان) بإخراج الأرواح منها بنفسه. يُغمى على (فانيسا) ولكنها تخرج من الغرفة في وقت لاحق وتخبر (مالكوم) بأنها تعرف مكان (مينا). |                               |              |           |                     |                             |
| 8 | «مسرح (جراند جينيول)»         | جيمس هاويس   | جون لوغان | 29 يونيو 2014       | 0.86                        |
| (كاليبان) يحاول تقبيل ممثلة في المسرح ظناً منه بأنها تحبه، إذ أنها هي الوحيدة التي تعامله بلطف من بين كادر العمل؛ إلا أنها تدفعه. فيكره نفسه ويكره حياته ويصبح المكان الوحيد الذي يستطيع الذهاب إليه هو منزل (فرانكنشتاين). وهناك يطلب من (فرانكنشتاين) أن يرحمه وينهي حياته ولكن ذاك الأخير يأبى فعل ذلك. في ذاك الوقت يطرق (إيثان) باب الدكتور ويطلب منه أن يأتي معه. فيأخذه إلى (برونا) حيث إن حالتها ازدادت سوءاً أكثر بكثير. ويطلب منه أن يعالجها. ولكن (فرانكنشتاين) يدرك بأن ما بقي لها إلا أياماً معدودة، فيقوم بقتلها ليخلصها من العذاب، ثم لاحقاً يأخذ جثتها إلى مختبره ليقوم بإعادة إحيائها تنفيذاً لطلب (كاليبان). أما عن (إيثان) فيأتي رجلان من أمريكا بحثاً عنه، يبغيان أخذه اختياراً أو بالقوة إلى أبيه، ولكنه بالطبع يأبى ذلك، ويتحول إلى وحش أشبه بـمستذئب ويقوم بقتلهما. من جهة أخرى تُخبر (فانيسا) السير (مالكوم) أن ابنته موجودة في مسرح (جراند جينيول)، فيذهب كل من (مالكوم) (فانيسا) (إيثان) (فرانكنشتاي) (سيمبني) إلى المسرح ويقاتلون هناك مصاصي الدماء، وفي النهاية تظهر (مينا) بوعيها؛ ولكن فجأة تُمسك (فانسيا) وتحاول قتلها لأخذها إلى (السيد) لتكون زوجةً له. ولكن يقوم (مالكوم) بقتل ابنته لإلا تحصل على مبتغاها. |                               |              |           |                     |                             |

### الموسم الثاني (2015)
| رقم الحلقة | العنوان                       | إخراج         | من تأليف  | تاريخ الصدور الرسمي | تقديرات المشاهدة (بالميلون) |
| ---------- | ----------------------------- | ------------- | --------- | ------------------- | --------------------------- |
| 1          | «Fresh Hell»                  | الجحيم الطازج | جون لوغان | 3 مايو 2015         | 0.575                       |
| 2          | «فيبس ديابلو»                 | جيمس هاويس    | جون لوغان | 10 مايو 2015        | 0.536                       |
| 3          | «زوّار الليل»                  | بريان كيرك    | جون لوغان | 17 مايو 2015        | 0.639                       |
| 4          | «أرواح شريرة في السماء»       | دامون توماس   | جون لوغان | 24 مايو 2015        | 0.640                       |
| 5          | «أعلا سماء فولتيد»            | دامون توماس   | جون لوغان | 31 مايو 2015        | 0.712                       |
| 6          | «رعب مجيد»                    | جيمس هاويس    | جون لوغان | 7 يونيو 2015        | 0.566                       |
| 7          | «العقرب الصغير»               | بريان كريك    | جون لوغان | 14 يونيو 2015       | 0.572                       |
| 8          | «تذكار موري»                  | كاري سكولاند  | جون لوغان | 21 يونيو 2015       | 0.523                       |
| 9          | «And Hell Itself My Only Foe» | بريان كيرك    | جون لوغان | 28 يونيو 2015       | 0.604                       |
| 10         | «ثُم صاروا أعداء»              | بريان كيرك    | جون لوغان | 5 يوليو 2015        | 0.746                       |